# Stuck (Adelitas Way)
Stuck è il terzo album in studio del gruppo musicale hard rock statunitense Adelitas Way, pubblicato nel 2014.

## Tracce
1. Dog on a Leash – 3:35
2. Save the World – 3:30
3. Different Kind of Animal – 3:21
4. Stuck – 4:04
5. Keep Me Waiting – 4:08
6. Undivided – 3:19
7. Drive – 3:38
8. Not Thinking About Me – 4:19
9. Blur – 3:12
10. Something More – 3:01
11. We Came – 3:21

## Formazione
- Rick DeJesus - voce
- Robert Zakaryan - chitarra, cori
- Andrew Cushing - basso
- Trevor "Tre" Stafford - batteria, percussioni